# Ius prohibendi
Para comprender este concepto, es necesario remitirnos al fenómeno que se produce cuando concurre más de un titular de derecho de dominio sobre una misma cosa, es decir, el condominio.

## En el derecho arcaico
Dentro de la comunidad rige el principio in solidum (de solidaridad) en las facultades de disposición de la cosa común. Se entiende por in solidum que a cada codueño (también conocido como condómino o comunero) se le considera como propietario único de todo el bien y, por ende, es capaz de ejercer todas las facultades que le corresponden como tal. De esta forma cada codueño puede usar la cosa, sacar provecho de sus frutos y disponer material y jurídicamente de ella en virtud, como dijimos anteriormente, de su legítimo derecho de dominio sobre el bien. 
Sin embargo, existe solo una limitante para cada codueño respecto al ejercicio de su derecho de dominio: el ius prohibendi o derecho a veto de los demás codueños. 
Este derecho es ejercido en caso de que un comunero o más, dentro de la misma comunidad, quiera disponer material o jurídicamente de la cosa sin contar con el consentimiento del resto de los codueños. Es por esta razón que se dice que en la comunidad arcaica los codueños tuvieron que actuar de acuerdo a la unanimidad. 
No obstante todo lo anterior, la única excepción al ius prohibendi es la manumisión del esclavo común: basta que tan solo un condómino lo libere, sin importar el consentimiento del resto de la comunidad.

## En la época clásica
En derecho clásico se tiene una concepción de la propiedad como indivisible. En esta época la cosa se divide "intelectualmente" en cuotas, cada una de las cuales pertenece en forma exclusiva a cada propietario. Esto significa que cada codueño puede enajenar y gravar su cuota en proporción a la misma (facultad de disposición jurídica) sin importar el ius prohibendi de los demás comuneros. 
Ahora bien, si uno de los codueños quiere modificar o destruir su cuota (facultad de disposición material) o cuando la disposición tiene por objeto un derecho indivisible (como la manumisión del esclavo común) se continúa aplicando el sistema arcaico con el ius prohibendi: el codueño tendrá que someterse a la unanimidad de la comunidad.
- Datos: Q5923243